# Württemberg (Schiff, 1917)
Die Württemberg war das vierte Schiff der Bayern-Klasse und gleichzeitig das letzte für die Kaiserliche Marine gebaute Großlinienschiff. Wie auch ihr Schwesterschiff Sachsen wurde die Württemberg jedoch nicht fertiggestellt.

## Bau
Die Hamburger Werft der AG Vulcan erhielt am 12. August 1914, wenige Tage nach Ausbruch des Ersten Weltkrieges, den Auftrag zum Bau des vierten Schiffs der neuen Großlinienschiffsklasse. Als Kostenrahmen waren rund 49 Mio. Mark veranschlagt. Der Kiel für das unter dem Haushaltsnamen „Ersatz Kaiser Wilhelm II.“ geführte Schiff wurde am 4. Januar 1915 gestreckt. Durch den kriegsbedingten Mangel an Werftarbeitern sowie die hohe Auslastung der Werft ging der Bau nur langsam voran. Erst am 20. Juni 1917 konnte der Stapellauf erfolgen, wobei die sonst übliche Feierlichkeit entfiel. Der Neubau wurde auf den Namen des Königreichs Württemberg getauft. Da das alte Panzerschiff Württemberg zu diesem Zeitpunkt noch als Torpedoschulschiff im Einsatz war, entstand der ungewöhnliche Umstand, dass die Kaiserliche Marine über zwei große Schiffe desselben Namens verfügte.
Auch der weitere Ausbau der Württemberg ging nur schleppend voran. Das Schiff konnte bis zum Ende des Krieges nicht mehr in Dienst gestellt werden. Der Bau wurde schließlich rund zwölf Monate vor der Fertigstellung eingestellt.

## Verbleib

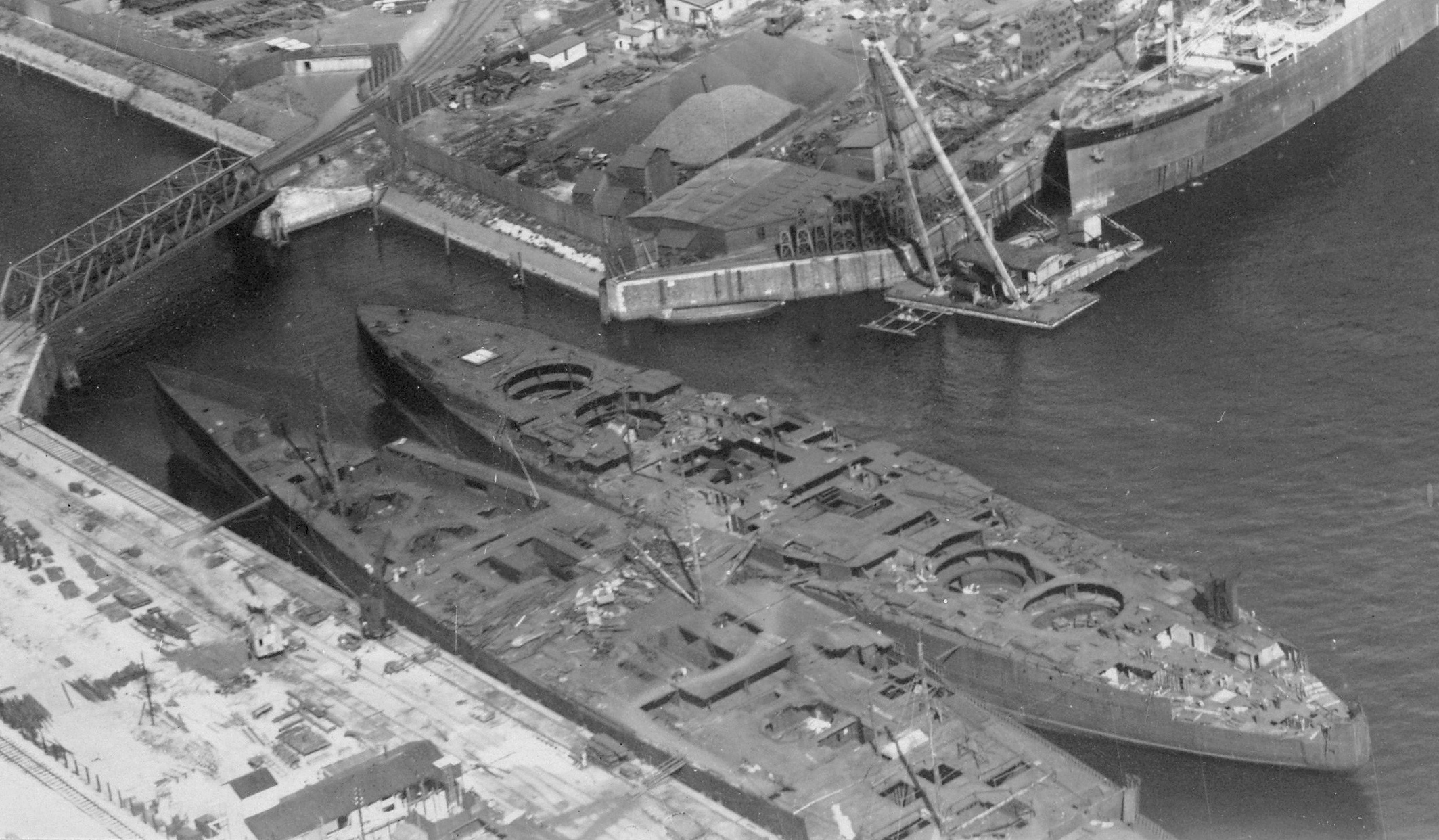
Württemberg und „Ersatz Freya“, Hamburg 1920

Die Bestimmungen des Versailler Vertrag erlaubten dem Deutschen Reich lediglich den Bau von Schiffen mit einer Konstruktionsverdrängung von 10.000 tn.l. Diese Grenze überschritt die Württemberg bei weitem, weshalb eine Fertigstellung ausgeschlossen war. Das unfertige Schiff wurde daher am 3. November 1919 aus der Liste der Kriegsschiffe gestrichen, verkauft und 1921 in Hamburg abgewrackt.